# Princ Henrik
Henrik, dánský princ-manžel (roz. Henri Marie Jean André de Laborde de Monpezat; 11. června 1934, Talence, Gironde, Francie – 13. února 2018, Fredensborg, Dánsko) byl manžel dánské královny Markéty II.

## Životopis

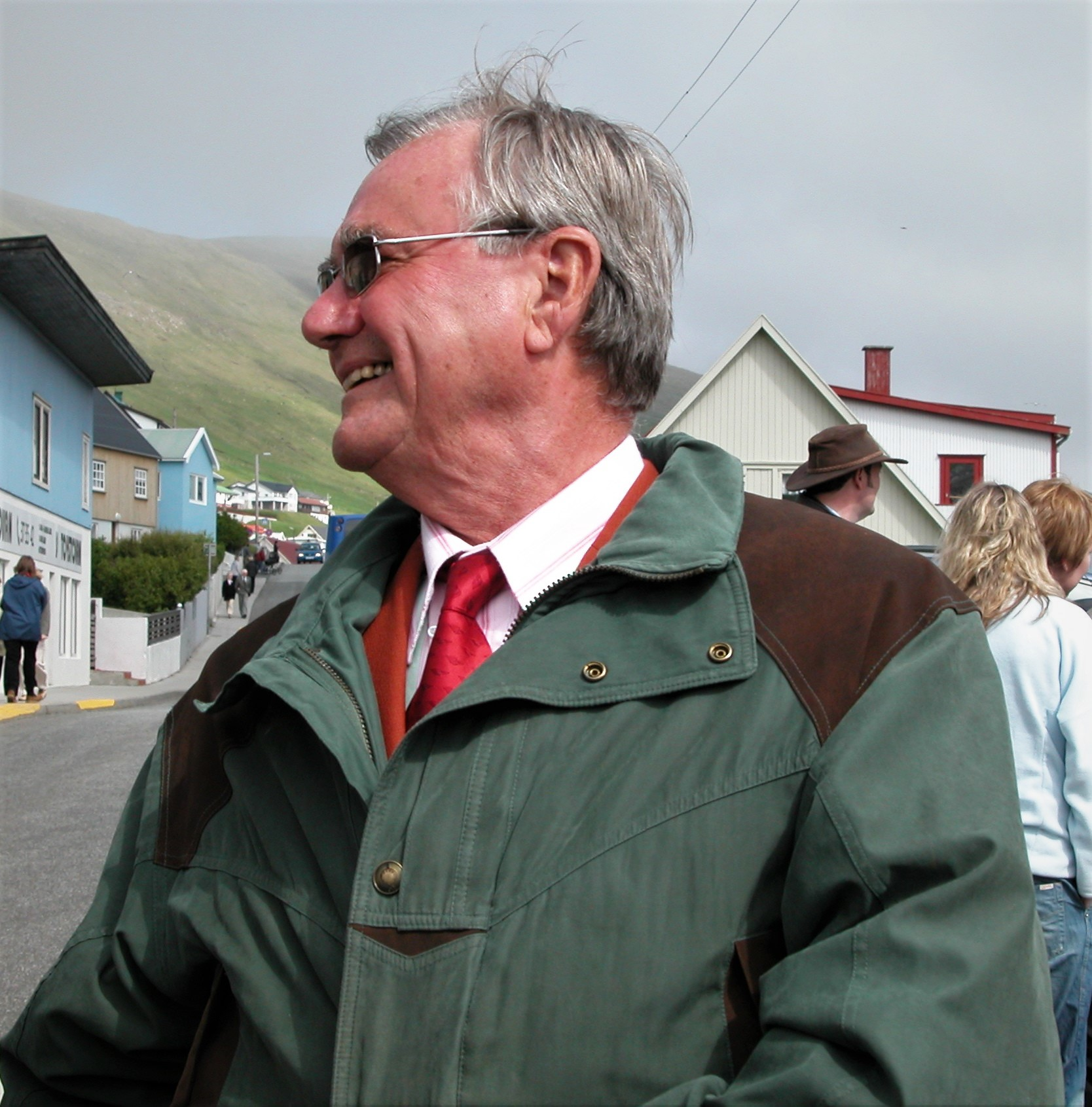
Princ Henrik v roce 2005 na Faerských ostrovech

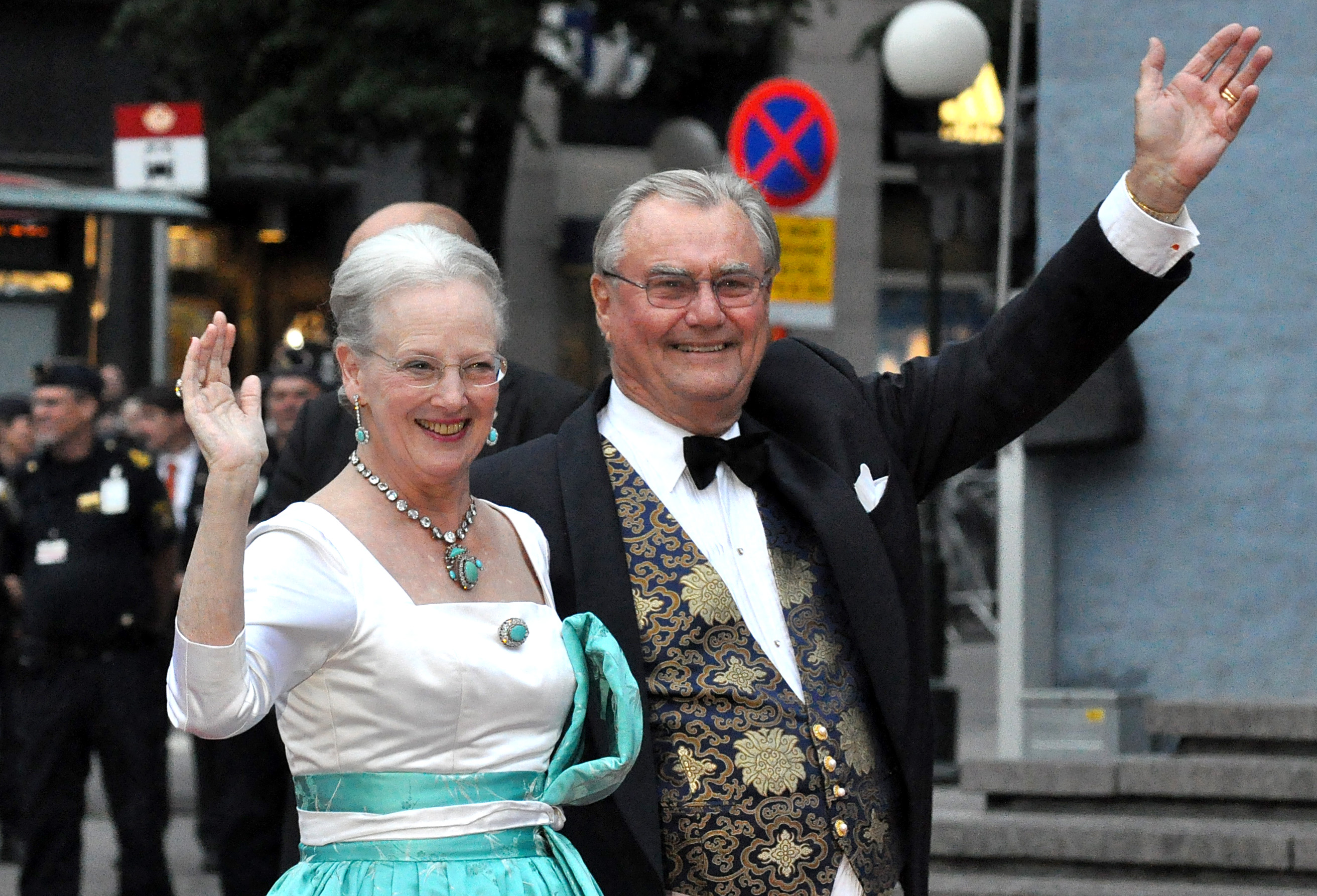
Princ Henrik a královna Markéta v roce 2010.

Henrik se narodil ve Francii jako syn hraběte Andrého de Laborde de Monpezat a jeho ženy Renée Doursenot. Prvních pět let života strávil ve Francouzské Indočíně, kde jeho otec obchodně pobýval. Mezi lety 1952 a 1957 studoval právo a politické vědy na pařížské Sorbonně a čínštinu a vietnamštinu na dnešním INALCO.
Po službě ve francouzské armádě v alžírské válce se v roce 1962 dostal na francouzské ministerstvo zahraničí a do roku 1967 působil na ambasádě v Londýně.
V Kodani se 10. června 1967 oženil s předpokládanou dědičkou dánského trůnu, korunní princeznou Markétou. Svatbou bylo jeho jméno také podánštěno (z Henriho se stal Henrik) a stal se dánským princem. Postupně se jim narodili dva synové – korunní princ Frederik a princ Joachim.
V roce 2002 princ Henrik opustil na čas Dánsko a uchýlil se do Francie, když se jeho syn princ Frederik stal hostitelem na novoroční recepci v nepřítomnosti královny. Henrik se cítil „odstrčený stranou, degradovaný a ponížený“, protože byl odsunut na třetí místo v královské hierarchii. Do Francie se za manželem vydala i královna, ale na čas se spolu neobjevovali na veřejnosti. Po třech týdnech se do Dánska vrátil a znovu se ujal svých královských povinností.
Henrikův původní titul (hrabě z Monpezatu) byl postupně přidělen jeho synům a vnukům, což Henrika potěšilo, protože jeho potomci tak budou nosit i své francouzské dědictví.
Henrikovým rodným jazykem byla francouzština, po svatbě se rychle naučil dánsky, mluvil také plynně anglicky, čínsky a vietnamsky.
Na konci ledna 2018 byl hospitalizován s plicní infekcí. Zemřel 13. února 2018 v sídle královské rodiny severně od Kodaně, kam byl nedlouho před tím ve vážném stavu převezen z nemocnice a kde si přál strávit své poslední chvíle. 